# تاتسویا کاواهارا
تاتسویا کاواهارا (انگلیسی: Tatsuya Kawahara؛ زادهٔ ۱۶ دسامبر ۱۹۸۵) بازیکن فوتبال اهل ژاپن است.